# Louis Kreitmann (1884-1939)
Pour les articles homonymes, voir Kreitmann.
Louis Jules Kreitmann, officier du corps des Eaux et Forêts, est né le 5 août 1884 à Publier et est décédé le 3 septembre 1939 à Neuilly-sur-Seine. Il est le fils du général Louis Kreitmann (1851-1914) et le père de l'écrivain Jean Kreitmann (1917-2007).

## Biographie
Issu d'une famille de militaires originaire d'Alsace, fils du général Louis Kreitmann ayant commandé l'École polytechnique, Louis Kreitmann est reçu 1er à l'École nationale des eaux et forêts de Nancy. Ingénieur agronome, il devient en 1907 l'un des plus brillants officiers du corps des chasseurs forestiers. À la suite de sa conduite durant la guerre de 1914-1918, d'abord lieutenant d'infanterie, puis capitaine, Louis Kreitmann fut décoré de la croix de guerre puis de la croix de la Légion d'honneur.
Le 23 novembre 1910, Louis Kreitmann épouse Valérie Keser; le mariage est célébré à Genève, laissant un souvenir mémorable aux habitants de la région rassemblés en masse pour assister à la sortie des mariés de la cathédrale Saint-Pierre de Genève, nécessitant l'intervention de quelques gendarmes pour encadrer la foule. Selon le quotidien suisse ABC, ce fut l'un des plus brillants mariages de la saison mondaine, marqué une réception grandiose rassemblant nombre de personnalités venues pour l'occasion. Le journal suisse Genève Mondain parlera d'une réception des plus brillantes où toutes les notabilités genevoises de l'aristocratie se sont réunies et décrira une foule curieuse contenue avec peine par les gendarmes chargés d'assurer le service d'ordre.
C'est à partir de 1919, comme inspecteur des Eaux et forêts à Thonon-les-Bains qu'il orienta ses recherches plus particulièrement vers la pêche, la pisciculture et la limnologie. Géographiquement installé sur les bords du lac Léman, à la tête d'une station hydrobiologique importante et bien outillée, il commença une série de travaux qui lui valurent une incontestable notoriété, tant en France qu'à l'étranger. C'est donc en 1932 qu'il est nommé inspecteur du bureau central de la pêche à la direction générale des Eaux et forêts de Paris, puis en 1934, conservateur des Eaux et forêts. Le rôle de Louis Kreitmann fut déterminant dans l'établissement de la règlementation actuelle de la pêche dans les eaux douces françaises et fut à l'origine de la loi sur la pêche promulguée le 31 août 1939.

## Principaux ouvrages

### Pisciculture
- Le Cristivomer namaycush (Bulletin de la Société centrale d'Aquiculture et de Pêche, 1921)
- La pêche et le pisciculture en Suisse et dans l'Italie du Nord (Bulletin Société Aquiculture, 1923)
- Les Corégones de France (Revue des Eaux et Forêts, 1924)
- Les Poissons spéciaux des Lacs subalpins (Id. 1924)
- Passes à Poissons et lacs de barrages en Suisse (Travaux du Laboratoire de Pisciculture de l'Université de Grenoble, 1925)
- Une écluse à Poissons pour barrages de toute hauteur (Id. 1925)
- Les Sociétés de pêche et l'élevage des Salmonidés (Revue des Eaux et Forêts, 1926)
- La dystrophie des opercules chez les Salmonidés d'élevages (Travaux Laboratoire Pisciculture Université de Grenoble, 1926)
- Les Entomostracés du Lac de barrage des Portes du Fier (Id. 1926)
- L'acclimatation du Lavaret du Bourget dans le Léman et sa relation avec la systématique des Corégones (Comptes-rendus de la Société internationale de Limnologie, 1928)
- Le réempoissonnement du Lac Léman (Bulletin Français de pisciculture, 1929)
- Le passage des Poissons à travers les récepteurs hydro-électriques (Annales du Ministère de l'Agriculture, 1929)
- Etude thermique de la Bataillère sur le Léman (en collaboration avec le Commandant Gorceix, comptes-rendus du Congrès International d'Hydrobiologie de Séville, 1930)
- Extension d'espèces en eaux libres (Bulletin français de Pisciculture, 1932)
- La vitesse de nage des Poissons (Comptes-rendus de la Société Internationale de Limnologie, 1932)
- Carte économique piscicole du Bassin du Rhône (Travaux Laboratoire Pisciculture, Université de Grenoble, 1932)
- Carte piscicole de la Haute-Savoie (Id. 1931)
- Etude de l'action nocive sur les Poissons des eaux résiduaires provenant de la fabrication de l'acétylène (Travaux Laboratoire Pisciculture, Université de Grenoble, 1932)
- Etude des courants du Lac Léman (Les Etudes Rhodaniennes, 1931)
- Travaux récents sur les Coréones (Bulletin français de Pisciculture, 1931)
- La Vitesse de nage des Poissons (Id. 1932)
- De l'aménagement piscicole des lacs (Communication à l'Académie d'Agriculture publiée dans la Revue des Eaux et Forêts, janvier 1933)
- Le pH du Léman (Bulletin Société Aquiculture, 1933)
- Les barrages et la circulation des Poissons (Bulletin Société Aquiculture, 1933)
- Etude hydraulique des passes à Poissons (Bulletin français de pisciculture, 1933)
- Le maintien de la Truite dans les cours d'eau à utilisation industrielle (Travaux Laboratoire Pisciculture Université de Grenoble, 1933)
- le Brochet, sa biologie, son rôle dans l'économie piscicole (Bulletin du Syndicat Central des Pêcheurs et Riverains de France, 1937)
- Etude hydrobiologique et aménagement piscicole de trois lacs du Jura utilisés industriellement (Travaux du Laboratoire d'hydrobiologie et de pisciculture de l'Université de Grenoble, 1935-1936-1937, paru en 1939)
- L'état actuel du Saumon en France, 1938
- Principes généraux de l'économie piscicole française (Bulletin français de pisciculture, 1939)

### Sylviculture
- Législation forestière suisse et bois particuliers (Prix Viellard de l'Académie d'Agriculture, 1911)
- La Forêt de Montiers-sur-Saulx (Revue des Eaux et Forêts, 1918)
- Le greffage du Noyer (Id. 1923)

### Économie pastorale
- Concours d'alpages de 1922 en Haute-Savoie (en collaboration avec J. Sornay, Annuaire de la Société Française d'Économie Alpestre, 1922)
- Concours d'alpages de 1927 en Haute-Savoie (en collaboration avec Girardin, Annuaire de la Société Française d'Économie Alpestre, 1928)
- Les modes de gestion des pâturages communaux (L'Économie Alpestre, 1930)
- Le développement de l'économie alpestre en Italie (L'Économie Alpestre, 1930)
- Un voyage d'étude en Suisse (Id. 1931)